# Hypasura honei
Hypasura honei là một loài bướm đêm thuộc phân họ Arctiinae, họ Erebidae. Chúng là loài duy nhất trong chi Hypasura, thường được tìm thấy ở Hồ Nam (Trung Quốc).